# NGC 3305
NGC 3305 ist eine elliptische Galaxie vom Hubble-Typ E0 im Sternbild Hydra südlich des Himmelsäquators. Sie ist schätzungsweise 166 Millionen Lichtjahre von der Milchstraße entfernt und ist Mitglied des Hydra-Galaxienhaufens Abell 1060.

Das Objekt wurde am 24. März 1835 vom britischen Astronomen John Herschel entdeckt.